# 佐多契子
佐多 契子（、1941年〈昭和16年〉6月9日 - ）は、日本の元女優。東宝の専属女優として活動していた。岩手県出身。
NHKの俳優養成所に入所後、1960年に東宝の藤本真澄にスカウトされて、東宝と契約。同年、映画『ガス人間第一号』でデビュー。

## 出演

### 映画
- ガス人間第一号（1960年） - 甲野京子[出典 3]
- 特急にっぽん（1961年） - 向井たか子
- 続サラリーマン弥次喜多道中（1961年） - 絹子
- 真紅の男（1961年） - 看護婦
- 花影（1961年） - みゆき
- 妖星ゴラス（1962年） - 秘書[出典 4]
- 僕たちの失敗（1962年） - 君子
- 河のほとりで（1962年） - スチュワーデスA
- やぶにらみニッポン（1963年） - 葉津町子

### テレビ
- エデンの海（1962年）
- プロフェッショナル
  - 第3話「現金の恐怖」（1969年）
  - 第18話「恐怖の現金」（1970年）
- 男一番!タメゴロー（1970年）